# Emil Kauppi
Johan Emil Kauppi (ursprungligen Kaupelin), född 28 oktober 1875 i Nystad, försvunnen den 24 oktober 1930 i Tammerfors, var en finländsk kompositör, skådespelare, pianist och kantelespelare.
Kauppi debuterade som musiker på slutet av 1890-talet och innehade under sin karriär ett otal musikaliska uppdrag, såsom kantor, biografmusiker, ackompanjatör och kantelemusiker. Kauppi var även kompositör och arrangör till en stor mängd kända musikstycken och musikpjäser, varav den mest kända förmodligen är sjömanspjäsen Laivan kannella med musik av Pasi Jääskeläinen. Efter en turné i Tammerfors i oktober 1930 försvann Kauppi spårlöst och antas begått självmord.

## Biografi

### Tidiga år
Kauppi var son till orgelbyggaren Johan och Gustava Kaupelin. I familjen föddes två barn; Emil och Sofia Kristina. Kauppi gifte sig den 11 augusti 1908 i Kangasala med Liina Loviisa Lindström, med vilken han fick sex barn. Om Kauppis barndom är inte mycket känt, men familjen flyttade till Kangasala 1886 och redan innan det behärskade Kauppi att spela piano. 
1894 inledde han musikstudier vid klockare- och organistskolan i Åbo, varifrån han utexaminerades i maj 1895. Vid den offentliga dimissionsexamen den 31 maj skulle organistskolans elever hålla var sin föreställning för att visa upp sina kunskaper. På piano spelade Kauppi Liszts rapsodi no. 2, vilket fick mycket goda recensioner. En kritiker i tidningen Åbo Underrättelser skrev: "Denna uppvisning i pianospel torde vara den bästa, som skolan hittills kunnat prestera vid någon årsexamen."
Studierna fortsatte vid Helsingfors musikinstitut 1895–1897. Där undervidades Kauppi  i musikhistoria och musikteori av Jean Sibelius. I närmare trettio år var Kauppi verksam som skådespelare och kapellmästare vid olika teatrar i bland annat Tammerfors. Han var  också ackompanjatör när Finska landsortsteatern turnerade i Vasa i augusti 1900.

### Karriär
1899 började Kauppi ge viskonserter med sångaren och kantelespelaren Pasi Jääskeläinen. En av deras många och uppskattade konserter hölls i Kotka i oktober 1899. Kring sekelskiftet var han verksam som kompositör för Tammerfors stadsorkester, för vilken han bland annat komponerade visan Aino-neidon surma, som fick bra recensioner av Oskar Merikanto.
Den 26 september 1900 dömdes Kauppi för stöld av Vasa rådhusrätt till tre månaders fängelse samt till att mista medborgerligt förtroende i tre år. Bakgrunden var att Kauppi, som då var organist vid en kyrka i Tammerfors, hade stulit en plånbok innehållande 215 mark från kyrkvaktmästarens rock. Han avtjänade straffet i Vasa, där han under tiden kunde tjänstgöra som militärmusiker.
Åren 1923–1925 var Kauppi medlem av Arbetarnas Musikförbund och var vid samma tid kapellmästare och domare vid flera musiktävlingar i Viborgstrakten. Kauppi uppträdde också som pianist vid stumfilmsbiografer, uppträdde som restaurantmusiker och var med vid Rundradions första sändningar i Tammerfors. Kauppi var även en uppskattad ackompanjatör åt bland andra Wäinö Sola och Eino Rautavaara I sina memoarer beskriver Rautavaara Kauppis talang på följande sätt: "Accompagnementet skötte musikern Emil Kauppi med en utomordentlig teknik och musikalisk intelligens. Hr Kauppis förmåga att följa solisten är emellanåt beundransvärd. Men han sjunger, så att säga, och andas själf med solisten och just däri ligger konsten."
Kauppi var en ivrig kantelespelare och ansåg att kantelen var Finlands kulturinstrument. Han publicerade fyra häften med kantelemusik, sammanlagt bestående av 70 folksånger och tio sånger av Oskar Merikanto. Kauppi publicerade vidare två musiksamlingar med dragspelsmusik, men förefaller inte varit någon framträdande dragspelare. Sammanlagt komponerade Kauppi 32 körsånger, två operor, fyra eller fem operetter, 23 pjäsmelodier, 11 pianomelodier och ett antal orkestermelodier.

### Försvinnande
Den 10 oktober 1930 sattes Kauppis opera Nummisuutarit upp på Finlands nationalopera, då ännu Finska operan, i Helsingfors. Recensionerna blev inte goda. Kauppi själv vistades då i Tammerfors och skulle resa hem till Kangasala den 18 oktober, men kom aldrig fram. Han sågs sista gången i Tammerfors den 24 oktober. Under de följande veckorna och månaderna efter försvinnandet förekom mycket ryktesspridning om vad som hänt; bland annat hävdades att Kauppi synts till i Helsingfors, men den utredande polisen hade ingen förklaring till försvinnandet. I januari 1931 avslöjade tidningen Käkisalmen Sanomat att Kauppi under vistelsen på teatern i Tammerfors den 13 oktober, tyngd av ekonomiska problem, påstått sig haft planer på att begå självmord. Polisen var vid det tillfället övertygad om att Kauppi dränkt sig i sjön Pyhäjärvi utanför Tammerfors.
Kauppi dödförklarades officiellt den 1 januari 1941.

## Verk (urval).

### Operor
- Nummisuutarit
- Päiväkummun pidot

### Operetter
- Kosijat
- Naurun voimalla
- Sodoma ja Gomorra

### Pjäsmelodier
- Laivan kannella (med text av Pasi Jääskeläinen)
- Laatokan kalastajat (av Ruupertti Kainulainen)
- Ikuinen taistelu (av Johannes Linnankoski)
- Loppiaisaatto (av William Shakespeare)

### Arrangemang
- Paljon olen maata kulkenut
- Venhessä soutelen
- Kun etelästä tuulee
- Kivilinnan rakennan
- Voi niita aikoja
- Niin kauan minä tramppaan